# Pielenhofer Wald rechts der Naab
Pielenhofer Wald rechts der Naab, Pielenhofer Wald r.d. Naab – dawny obszar wolny administracyjnie (gemeindefreies Gebiet) w Niemczech w kraju związkowym Bawaria, w rejencji Górny Palatynat, w regionie Ratyzbona, w powiecie Ratyzbona. Teren był niezamieszkany.  
1 stycznia 2014 teren obszaru podzielono pomiędzy gminy:
- Brunn, 5,01 km²
- Duggendorf, 0,09 km²
- Laaber, 0,18 km²
- Nittendorf, 0,11 km²